# Michel Vaillant - Tute, caschi e velocità
Michel Vaillant - Tute, caschi e velocità (Michel Vaillant) è una serie di disegni animati, ispirata all'omonimo personaggio dei fumetti, in 65 episodi di 26 minuti prodotti da La Cinq e usciti in Europa e negli USA. In Italia è stata trasmessa da Canale 5 nel 1992.

## Episodi
1. Emergenza a San Carlos (Urgence à San Carlos)
2. La course extrême
3. Chocs
4. Carnevale a Venezia (Carnaval à Venise)
5. Vaillant contre Vaillant
6. Pilote d'acier
7. Le rallye d'Australie
8. L'île du danger
9. Opération Burgos
10. Mission Koursk en danger
11. Plein pot à Paris
12. La panaméricaine
13. Le secret du vol du Kodou
14. Meeting G
15. Anna et le gang
16. Grand Nord
17. Les vacances d'Henri
18. L'espion
19. Commandant Arthur
20. L'homme bleu
21. Trafic
22. Flagrant délit
23. Une fugue
24. Intelligence artificielle
25. Tunnel
26. Collection Boscov, joyaux de la couronne
27. Cascades
28. Le virage de l'angoisse
29. Surexposé les otages
30. Le record de vitesse
31. Arrêtez le feu
32. Max et sa bande
33. Menace dans les marais
34. Team Avenger
35. Double ennui machination
36. Tentation
37. Poupée de platine
38. Menace à Tahoe
39. Le meilleur des deux
40. À quel prix
41. La course des îles
42. Le rallye de Lakeside
43. La rencontre des camions
44. La vallée de feu
45. Despérados du Far West
46. Le Baja Bash
47. Le lièvre et le lion
48. Question d'honneur
49. Mission impossible
50. Les royales
51. La meilleure amie de Michel
52. Vengeance
53. L'or des Yanomanis
54. Urgence à San Francisco
55. Les hommes du feu
56. Poids lourds
57. Titre inconnu
58. Titre inconnu
59. Titre inconnu
60. Titre inconnu
61. Titre inconnu
62. Titre inconnu
63. Titre inconnu
64. Titre inconnu
65. Titre inconnu

## Doppiaggio
| Personaggio     | Doppiatore originale | Doppiatore italiano |
| --------------- | -------------------- | ------------------- |
| Michel Vaillant | Michel Vigné         | Gianfranco Gamba    |
| Henri Vaillant  | Michel Leroyer       | Maurizio Scattorin  |
| Franck          | Pierre Laurent       | Gabriele Calindri   |
| Quincy          | Jean-Claude Donda    | Antonio Paiola      |
| Ruth Wong       | Sylvie Moreau        | Caterina Rochira    |
| Hanna           | Sandrine Fougére     | Veronica Pivetti    |
| Fox             | Pierre Laurent       | Tony Fuochi         |
| Steve Warson    | Jean-Claude Donda    | Marco Balzarotti    |
| Julie           | Sandrine Fougére     | Alessandra Karpoff  |
| Bob Cramer      | Jean-Claude Donda    |                     |